# ジョージ・ロックバーグ
ジョージ・ロックバーグまたはロッチバーグ（George Rochberg、1918年7月5日 - 2005年5月29日）はアメリカ合衆国の作曲家。

## 人物
```
ニュージャージー州
パターソン
に
ユダヤ系アメリカ人
として生まれる。マネス音楽大学（マンズ音楽大学）にて
ジョージ・セル
らに師事。
1968年
まで
ペンシルベニア大学
音楽学部主任教授を務め、その後も
1983年
まで教壇に立ち続けた。
```

1963年に息子の死を機に音列技法を棄て、セリエルは情緒豊かな表現力に欠けており、悲しみや憤りを表現するに似つかわしくない、と述べた。1970年代までは、しばしばあからさまな調性音楽によって、議論を呼び起こした。ロックバーグは無調性を抽象画に、調性を具象画になぞらえ、自らの芸術的な足跡についてはフィリップ・ガストンのそれと比較した上で、「具象性と抽象性との緊張感」が自分達の原理となっているとした。（1992年の発言から）
ロックバーグの後期作品はしばしば作曲様式において新ロマン主義的であり、マーラー的ですらある。恐らく最も有名な作品は、パッヘルベルのカノンを主題とする変奏楽章を含んだ、「弦楽四重奏曲 第6番」であろう。
他人の作品からの引用を含んだコラージュ作品はさほど多くない。たとえば「死と時間に抗って "Contra Mortem et Tempus" 」では、ピエール・ブーレーズやルチアーノ・ベリオ、エドガー・ヴァレーズ、チャールズ・アイヴズの作品からの引用楽句が含まれる。
アイザック・スターンや田崎悦子と親交が深かった。ペンシルベニア州ブリンモーで没した。

## 主要作品
- 交響曲第1番
- 交響曲第2番
- 交響曲第5番
- ヴァイオリン協奏曲
- 黒い響き Black Sounds
- 大吹奏楽のための「黙示録」 Apocalyptica
- 弦楽合奏のための「超絶的変奏曲」 Transcendental Variations